# Louis Juchereau de Saint-Denis
Louis Antoine Juchereau de St. Denis (Beauport, Nueva Francia, 17 de septiembre de 1676 – Natchitoches, 11 de junio de 1744) fue un militar y explorador franco-canadiense recordado por la exploración y desarrollo de la Luisiana francesa en la región que hoy corresponde a los estados de Luisiana y Texas. 

## Biografía
Louis Antoine Juchereau nació en Beauport, cerca de Quebec, Nueva Francia, siendo el undécimo de los doce hijos de Nicolas Juchereau (1627-1692), seigneur de Chesnay y Saint-Roch-des-Aulnaies; miembro del Consejo Soberano de la Nueva Francia. Su abuelo paterno fue el hermano mayor de Noël Juchereau des Chatelets. Su madre, Marie Thérèse Giffard de Beauport, era hija de Robert Giffard de Moncel, sieur de Moncel en Autheuil, fundador y primer seigneur de Beauport, Quebec. Su hermano fue abuelo de Louis Barbe Juchereau de Saint-Denys (1740-1833), primer marqués de Saint-Denys, antepasado de Marie-Jean-Léon, marqués de Hervey de Saint Denys.
Sus padres, al parecer, fueron capaces de enviar a St. Denis a Francia para que continuase su educación. A finales de 1698, St. Denis habría zarpado de regreso desde La Rochelle, con la segunda expedición de Pierre Le Moyne, sieur d'Iberville (su primo hermano), habiendo llegando a la región de la Louisiana a principios de 1699. A St. Denis se le encomendó el mando de un fuerte en el río Misisipi y otro en Biloxi Bay. También exploró hacia el oeste de la bahía y río arriba, donde viajó hasta el curso inferior del río Rojo. Estas expediciones pusieron a St. Denis en contacto con las tribus karankawa y en especial con los caddo, incluyendo a la confederación india de los Natchitoches. Los indios le enseñaron valiosas habilidades para sobrevivir en esas zonas entonces salvajes.
Antoine Laumet de La Mothe, Sieur de Cadillac, gobernador de la Luisiana francesa, envió a St. Denis y un grupo de hombres desde su puesto en el fuerte Mobile, en septiembre del 1713 a remontar el  el río Rojo hasta la frontera suroccidental de Luisiana  y establecer un puesto avanzado francés, en la vanguardia del territorio español de México. St. Denis llegó a la zona de la actual Natchitoches a finales de ese año y construyó un fuerte, Fort Natchitoches. Desde allí siguió avanzando hacia el oeste e hizo fortificar un puesto comercial situado en los límites occidentales de la Luisiana francesa y de la Texas  española en Nueva España, el fuerte Le Dout. Comerció con los indígenas y libremente les vendió armas. Los franceses aprendieron muchas habilidades sobre la caza y captura de los indoamericanos por ejemplo de los Natchicoches.
Poco después de la fundación de Natchitoches, St. Denis viajó a las tierras de la confederación Hasinai y desde allí a los puestos avanzados españoles en el río Grande. En San Juan Bautista (hoy Guerrero, Coahuila), el comandante Diego Ramón puso a St. Denis bajo arresto domiciliario y le confiscó sus bienes a la espera de instrucciones de la Ciudad de México sobre qué hacer con el extranjero acusado de violar las restricciones comerciales españolas. Mientras tanto, St. Denis cortejó y obtuvo la promesa de matrimonio de la hermosa nietastra de Ramón, Manuela Sánchez. St. Denis fue conducido a la Ciudad de México y se defendió bastante bien, al punto de ser nombrado comisario oficial de la expedición de Ramón encargada de fundar misiones españolas en el este de Texas.
St. Denis regresó a San Juan Bautista y se casó con Manuela a principios de 1716. En los años 1716 y 1717 viajó al este de Texas para participar en la fundación de seis misiones y un presidio. Regresó a San Juan Bautista en abril de 1717, pero con la muerte de Luis XIV y la conclusión de la Guerra de Sucesión Española, la cooperación franco-española ya había terminado. St. Denis fue enviado a la Ciudad de México por segunda vez, pero escapó antes de ser transportado a España como prisionero. St. Denis logró llegar a Natchitoches hacia febrero de 1719. Las autoridades españolas permitieron que Manuela se reuniese con él en 1721 y la pareja pasó sus años restantes allí, en el puesto de avanzada francés Le Poste des Cadodaquious, a orillas del río Rojo.

## Últimos años

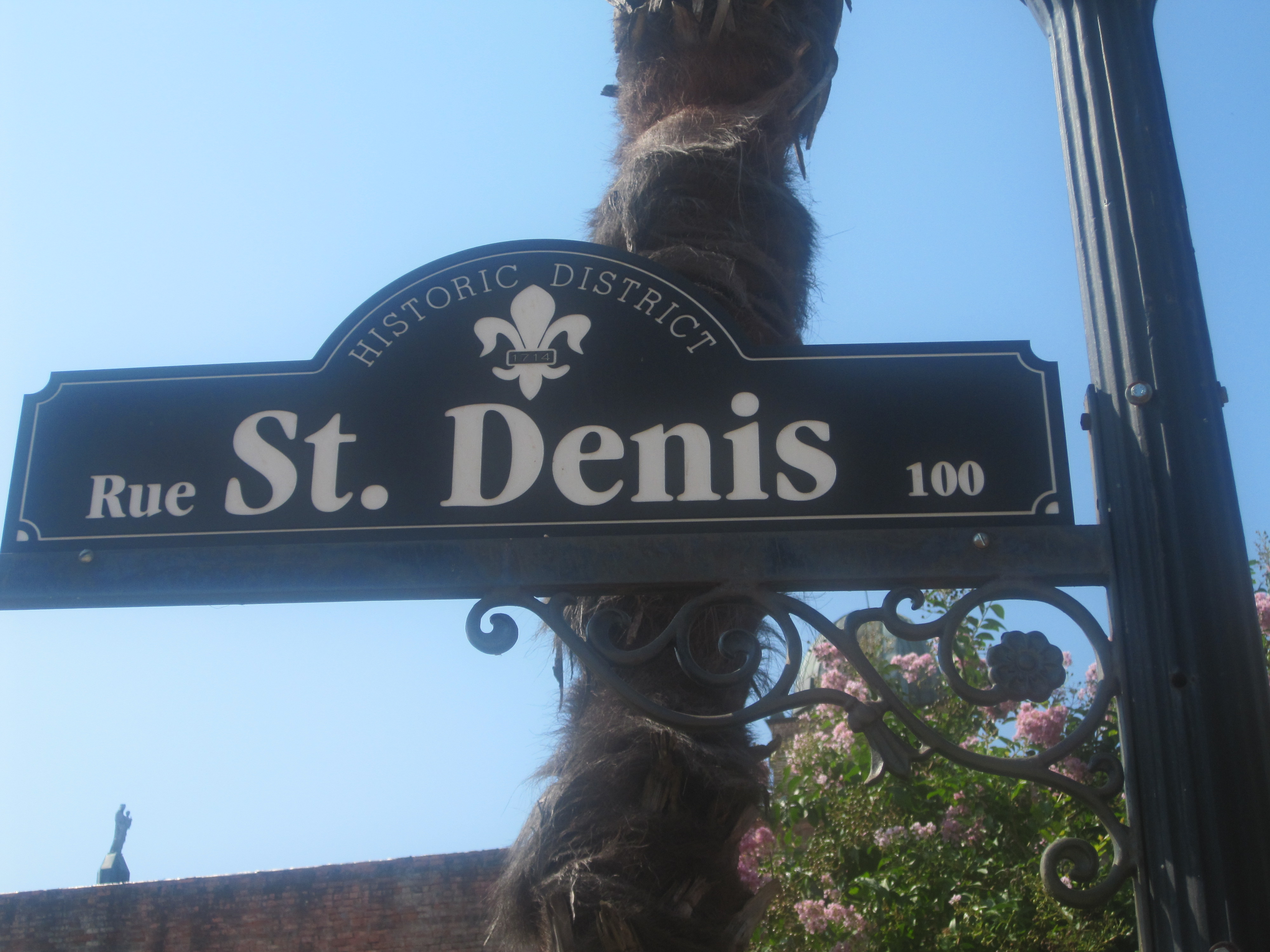
Calle St. Denis en el distrito histórico de Natchitoches

Desde su mando en Natchitoches, St. Denis fue una molesta espina en el lado del Texas española. La controversia rodea sus motivos a este día. St. Denis insistió en que deseaba llegar a ser un ciudadano español, y su esposa española era la prueba. Los españoles, sospechosos, lo veían como un agente encubierto de Francia. St. Denis contribuyó en gran medida al conocimiento geográfico de la zona tanto para Francia como España, así como conseguir que los asentamientos españoles y franceses estuviesen más próximos y en contacto. Su comercio de contrabando se convirtió en una forma de vida en la frontera y límites de la Texas española y la Luisiana francesa.
El 10 de enero de 1743 escribió a Jean-Frédéric Phélypeaux, conde de Maurepas, secretario de Estado de Louis XV en Versalles, indicándole que ya no podía cumplir más con sus deberes como comandante de Natchitoches. También pidió permiso para retirarse a la Nueva España con su esposa e hijos, pero se le prohibió hacerlo, aunque el rey le nombró caballero de la Orden Real y Militar de San Luis. St. Denis murió en Natchitoches el 11 de junio de 1744. Le sobrevivieronn su esposa y cinco hijos, uno de los cuales estuvo casado brevemente con Athanase de Mézières.
Dado que sus dos hijos no tuvieron hijos propios, solamente sus hijas le dieron descendencia, entre otros, Jefferson J. DeBlanc y Alcibiades DeBlanc, fundadores de los Caballeros de la Camelia Blanca.